# Матей Пампулов
Матей Пампулов е български тенисист роден на 29 април 1949 г. в Пловдив. Дългогодишен състезател за Купа Дейвис. За отбора на България за Купа Дейвис има 7 победи и 13 загуби. Заедно със своя брат-близнак Божидар Пампулов са една от най-успешните двойки в отбора.
През 1973 г. участва в квалификациите на Уимбълдън, но губи още в първи кръг от Питър Къртис с резултат 4-6 2-6. През 1975 г. участва в квалификациите на Ролан Гарос, където губи в трети кръг от румънеца Йонел Сантею с 1-6 6-4 4-6.
През 1975 г. Матей и Божидар Пампулови печелят сребро на двойки от Европейското първенство във Виена, което е първият медал за България от голямо официално състезание.
През 1978 г. печели турнир в Истанбул на двойки с Божидар Пампулов. През 1980 г. братята отново печелят турнира на двойки.
През 1983 г. след като приключва професионалната си кариера става капитан на отбора за Купа Дейвис.
Синът му Матей Пампулов се състезава за Австрия.